# 天保通宝
天保通宝（てんぽうつうほう）は、江戸時代末期から明治時代前半頃にかけての日本で流通した銭貨。天保銭（てんぽうせん）ともいう。形状は小判を意識した楕円形で、中心部に正方形の穴が開けられ、表面には「天保通寳」、裏面には上部に「當百」と表記され、下部に金座後藤家の花押が鋳込まれている。素材は銅を主成分とした合金製で鉛や錫なども含んでいる（品位（組成）は後述）。重量（量目）は5.5匁（約20.6グラム）。サイズは縦50mm（1寸6分5厘）、横30mm（1寸1分）程度である。

## 概要
天保6年（1835年）に創鋳された。貨幣価値は100文とされ、当百銭とも呼ばれたが、実際には80文で通用した。いずれにしても質量的に額面（寛永通宝一文銭100枚分）の価値は全くない貨幣で、経済に混乱を起こし偽造も相次いだという。明治維新後も流通したが、1891年（明治24年）12月31日を最後に正式に通用停止となり、1896年（明治29年）末で新貨幣との交換も停止となった。
明治以後、陸軍大学校卒業者が付けた徽章が天保通宝に似ていた事から「天保銭組」と称せられた。その一方で、新通貨制度では天保通宝1枚＝8厘（寛永通宝銅一文銭1枚＝1厘）と換算され、1銭に足りなかったために、新時代に乗り遅れた人やそれに適応するだけの才覚の足りない人を揶揄して「天保銭」と呼ぶこともあったという。また明治時代前半の頃には、現代の100円ショップに類似したものとして、天保通宝の8厘通用を意識した「8厘均一」や「2銭8厘均一」といった店もあったという。
『明治財政史』には、1877年（明治10年）から1897年（明治30年）9月までの間に流通不便貨幣として回収・鋳潰しの対象となった貨幣として、5銭銀貨・2銭銅貨・天保通宝・文久永宝の4種が挙げられている。
回収および溶解された物を除き、現在まで残っている天保通宝の枚数は1億から2億枚と推定されている。
「天保通宝」の文字を書いたのは江戸時代後期の書家生方鼎斎。

## 公鋳銭
真鍮四文銭の成功により銀座が潤ったことに対抗し、金座御金改役の後藤三右衛門光亨の発案により高額の銭貨の発行へ至った。このため天保通寳は金座主導で鋳造が行われることとなった。
規定量目は五匁五分、規定品位は銅78%、鉛12%、錫10%と定められたが、明治の造幣局の分析では銀0.037%、銅81.307%、鉛9.742%、錫8.261%、鉄0.056%、亜鉛0.193%、アンチモン0.035%、砒素0.182%、硫黄0.084%となっている。
天保6年6月15日（1835年）に鋳造が始まり同年9月2日より発行され、鋳造は翌7年12月（1836年）に中断されるが、このときまでの鋳造高は29,710,700枚であった。8年8月（1837年）に再開され、13年1月（1842年）までの鋳造高は10,024,500枚で天保年間の合計は39,735,200枚とされる。天保6年より13年までの総鋳造高を39,732,200枚とする記述もある。何れかが「五」と「二」の読み違いで誤植であることになる。
天保年間の鋳造により幕府が得た利益は180,800両である。
弘化4年10月18日（1847年）に鋳造が再開され、これ以降大幅に増鋳され万延年間に最盛期を迎えた。慶應元年11月（1865年）からは大坂難波に設置された銭座でも鋳造が始まり4年1月（1868年）まで行われ、大政奉還の後、新政府に設立された貨幣司は慶應4年4月23日（1868年）より明治3年8月5日（1870年）までに63,913,752枚を鋳造し、天保6年からの総鋳造高は484,804,054枚とされる。
明和年間以降、寛永通寳鉄銭および真鍮四文銭の大量発行により銭相場は下落していたが、天保通寳の発行はこれに拍車をかけることになった。そこで幕府は銭相場の下落を防止するため、天保13年8月に御用相場として一両＝6500文の触書を出し、しばらくは一両＝6000〜7000文程度で落ち着いたが、幕末期の大量発行に至り慶應年間にはついに一両＝10000文を突破した。
また安政年間頃から寛永通寳銅一文銭、鉄一文銭、および真鍮四文銭などの通用において額面からの乖離が著しくなり、文久永寳の発行に至り相場は混乱し、文久2年12月（1862年）に幕府は改めて天保通寳を100文で通用させるよう通達を出したが、実際に100文銭としての通用は困難との申し出もあり、幕府は慶応元年閏5月（1865年）に、鉄一文銭＝1文および天保通寳＝100文の基準に対し以下のような増歩通用を認めざるを得なくなった。
- 寛永通寳文銭および耳白銭：6文
- その他寛永通寳銅一文銭：4文
- 寛永通寳真鍮四文銭：12文
- 文久永寳四文銭：8文

この慶応元年の改正にも批議があり、銭貨通用価格の改正がさらなる物価の騰貴を招いた。また、真鍮銭が12文となったのに対し、天保銭はこれまで通りとされたため相対的に天保銭の価値は低下した。
公鋳のものには「長郭」、「細郭」、「中郭」、「広郭」といった手代わりが知られており、「長郭」は「寳」字の「貝」がやや縦長で郭も僅かに縦長の長方形である。他の三種は「貝」が横広でほぼ字体も同一で郭はほぼ正方形であり、郭の幅により分類されているが中間的なものも存在し、制作上の移行期のものと考えられる。
貨幣収集界には天保6年から翌年鋳造分を「長郭」あるいは「中郭」、8年から13年までのものを「細郭」、弘化4年以降のものを「広郭」とする説もあったが、これでは現存数と鋳造数の比率に整合しないとの説もある。いずれにしても「長郭」が初期のもので、「広郭」が後期のものであるとする説は定着している。

## 地方密鋳銭
天保通寳は寛永通寳銅一文銭5〜6枚分の量目に過ぎず、吹き減りおよび工賃を考慮しても一枚10文前後のコストで製造可能である為、幕府は地方での発行を「禁制」として認めなかったが、幕末期に偽装工作としての地方貨幣発行の陰で各藩による密鋳が横行した。明治期に引換回収された天保通寳は5億8674万枚にも上り、これは金座および貨幣司が鋳造したものを1億枚以上も上回る数であり、かつ流通高のすべてが回収されたわけではないため、密鋳は2億枚程度に達したものと思われる。
密鋳に関わった藩は判明しているだけでも、久留米藩、薩摩藩、福岡藩、岡藩、土佐藩、長州藩、会津藩、仙台藩、久保田藩、盛岡藩など10を超える。また、水戸藩も天保通宝の鋳造を行っていたが、こちらは江戸幕府より正式な許可を受けた上で鋳造していたため密鋳とはいえない。
そればかりでなく、素性の不明ないわゆる「不知銭（ふちせん）」とされる天保通寳も多種存在し、現在のところ判明していない他の藩によるもの、あるいは小規模な民鋳によるものなどが考えられる。
現代の貨幣収集界では、現存数の少ない地方密鋳銭等の方が公鋳銭（本座）より古銭的価値が高いとされる。

## 試鋳貨幣
天保通宝の試鋳貨幣としては、実際に発行されたものより一回りサイズが小さい当五十のものがある。

## 漢字文化圏の他国における類例
- 清時代の中国では、一文銭の他、当十、当五十、当百などの高額銭が発行された。
- 李氏朝鮮では、常平通宝の一文銭が主に流通していたところに、当百銭が一時期発行されたことがある。
- 阮朝時代のベトナムでは、小額銭とともに、嗣徳宝鈔という高額銭（額面は多種類あり）が発行された。